# Musaranya de cap pla
La musaranya de cap pla (Crocidura planiceps) és una espècie de la família de les musaranyes (Soricidae) que viu a Nigèria, Uganda i, possiblement també, la República Democràtica del Congo, Etiòpia i el Sudan.